# Zenobi Software
Zenobi Software, brittisk datorspelsutvecklare verksam mellan 1982 och 1997. Företaget startades av John Wilson som ett deltidsjobb men 1986 gick han över till heltid. Zenobi Software utvecklade spel för ZX Spectrum- och Atari ST-datorn.

## Utvecklade spel (ej komplett lista)
- 1982
- 1983
- 1984
  - Se-Kaa of Assiah
  - The Black Tower 1
- 1985
- 1986
  - Murder Hunt
- 1987
  - Bulbo and the Lizard-King
  - Davy Jones Locker
  - The Labours of Hercules
  - Witch Hunt
- 1988
  - Bart Bear 2
  - Behind Closed Doors
  - Behind Closed Doors 2: The Sequel
  - Behind Closed Doors 3: Revenge of the Ants
  - Fuddo & Slam
  - The Balrog and the Cat
- 1989
  - A Legacy for Alaric
  - Behind Closed Doors 4: Balrog's D...
  - Demigod
  - From Out of a Dark Night Sky
  - Lightmare
- 1990
  - Alien Research Center
  - Legacy for Alaric 2: The Magic Isle
  - The Legacy
  - The Lost Temple
- 1991
  - Arnold the Adventurer 1
  - Behold Atlantis
  - Curse of Calutha
  - Darkest Road 1
  - Darkest Road 2: 't was a Time of Dread
  - Darkest Road 3: The Unborn One
  - Deek's Deeds
  - Desert Island
  - Diarmid
  - Eclipse
  - Hob's Hoard
  - Jester's Jaunt
  - Kobyashi Ag'Kwo
  - The Bermuda Triangle
  - The Golden Pyramid
- 1992
  - April 7th
  - Arnold the Adventurer 2
  - Arnold the Adventurer 3
  - Dark Tower
  - Impact
  - Laskar's Crystals
  - Laskar's Return
- 1993
  - A Handful of Hamsters
  - Lost in Time
- 1994
  - Brian: The Novice Barbarian
  - Flameout
- 1995
  - A Fistful of Necronomicons
  - Beyond El Dorado
  - Curse of Nimue
- 1996
  - Trouble With Trolls
- 1997
- 2018
  - Ramsbottom Smith and The Quest For The Yellow Spheroid
- Okänt årtal
  - A Dungeon Romp
  - Aurascope
  - Beginning of the End
  - Black Tower 2: A Serpentine Tale
  - Civil Service
  - Corporal Stone
  - Crystals of Kings
  - Dragon Quest
  - Dungeon of Maldor
  - Elfin Wars
  - Emerald Elf
  - Escape from Hodgkin's Manor
  - Everyday Tale of a Seeker of Gold
  - For Pete's Sake
  - Hamster Droppings
  - Hit
  - Kidnapped
  - Knight Life
  - Labour Pains
  - Leopold the Minstrel
  - Little Wandering Guru
  - Loose Ends
  - Lycanthropy
  - The Apprentice
  - The Bardic Rites
  - The Boyd File
  - The End is Nigh
  - The Escaping Habit
  - The Final Chorus
  - The Fisher King
  - The Hospital
  - The House
  - The House on the Tor
  - The Khangrin Plans